# José Torrelhas
José Torrelhas (Torrellas), (n. ?-m. ca. 1700) foi um compositor e organista espanhol.

## Vida
Nenhum facto se conhece acerca da sua vida, para além das obras para órgão que deixou. A saber: 3 conjuntos de variações (denominadas Canções), 10 tentos e uma batalha. Do total destas obras, o organista e musicólogo Carlo Stella apenas atribuiu relação de autoria a José Torrelhas a 8 destas peças.

## Obra
A produção musical de José Torrelhas é exclusivamente para órgão, e encontra-se num manuscrito com música ibérica para órgão do século XVII na Biblioteca Pública Municipal do Porto. (P-Pm, MM 42). O manuscrito intitula-se: "Libro De Cyfra Adonde se Contem varios Jogos De Versos, e Obras, e Outras Coriosidades De Vários Autores". (Contém 86 Peças). Apesar de Barton Hudson atribuir ao compositor 14 obras para órgão, o musicólogo e organista Carlo Stella, quando editou a sua obra, apenas lhe atribuiu 8 peças.

## Ligações Externas
- []http://arquivodigital.cm-porto.pt/Conteudos/Conteudos_BPMP/MM-42/MM-42_item1/index.html]], Biblioteca Pública Municipal do Porto.